# Raimundo VI de Tolosa

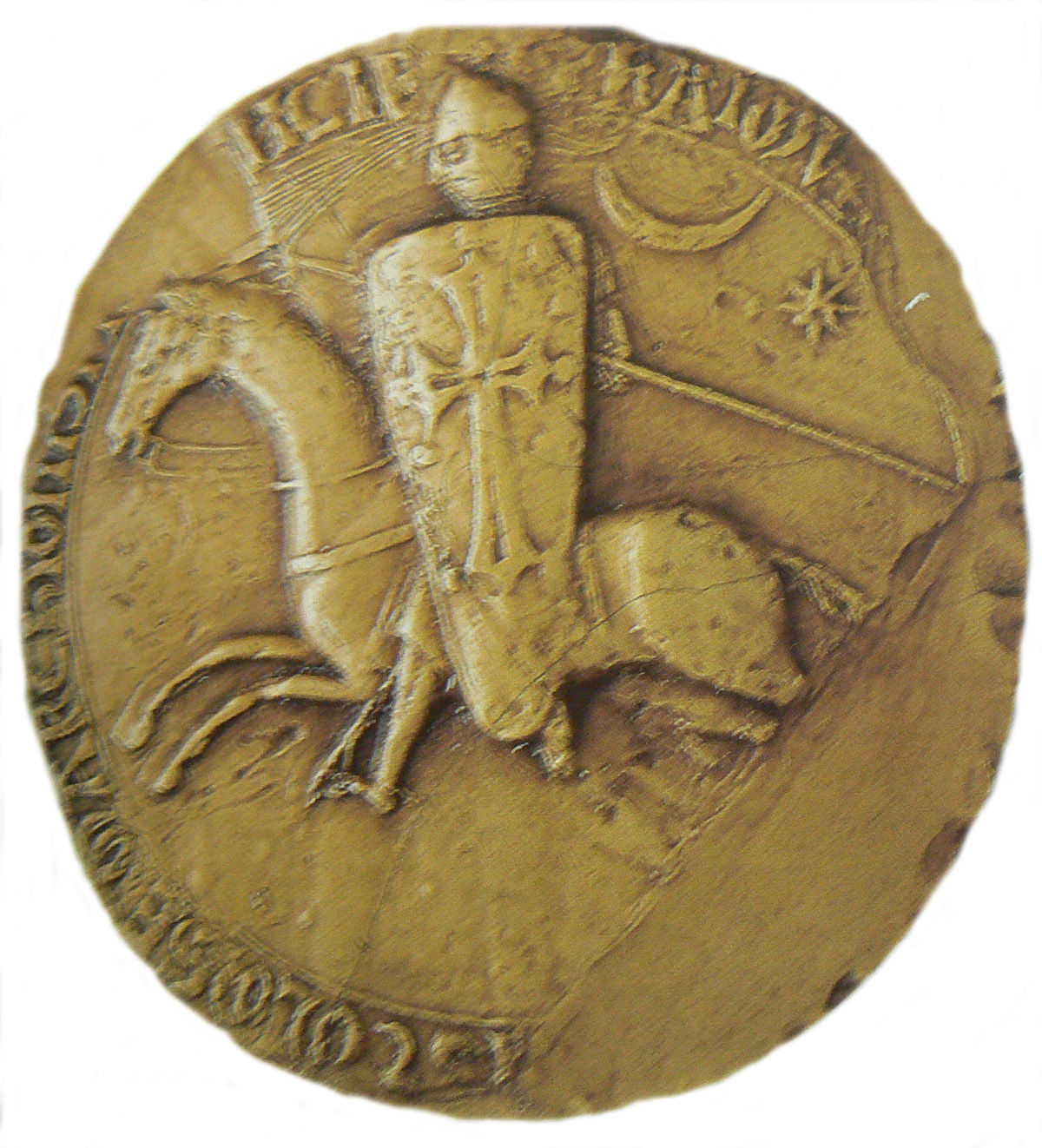
Sello de Ramón VI de Tolosa, el principal magnate de los señores occitanos, contra los que Inocencio III proclamó la guerra santa.

Raimundo -Ramón- VI de Tolosa (Saint-Gilles, 27 de octubre de 1156 - Tolosa, 2 de agosto de 1222) fue conde de Melguelh (Raimundo IV) de 1173 a 1190, después fue conde de Tolosa y marqués de Provenza de 1194 a 1222.
Conforme a la genealogía tradicional de los condes de Tolosa realizada por los Benedictinos en la Historia general del Languedoc, este sería Raimundo VI, pero posteriores estudios han establecido que hubo dos condes anteriores con el nombre de Raimundo y que se habían omitido, por lo tanto este sería Raimundo VIII.
Hijo de Raimundo V y de Constanza, hermana del rey Luis VII, sucedió a su padre en 1194. Inmediatamente restableció la paz con el Reino de Aragón y con Raimundo-Roger Trencavel. Se casó, por tercera vez, con Juana de Inglaterra en Ruan en octubre de 1196.
En Tolosa, mantuvo las libertades comunales, multiplicó las exenciones fiscales y extendió la libertad en todo el territorio comunal. Poeta y sibarita, eludía las guerras pero no carecía de energía, como se demostró en su altercado con el legado del Papa, Pierre de Castelnau. El asesinato del legado, el 15 de enero de 1208, del que fue acusado por la iglesia, provocó su excomunión y no fue llamado por el Papa Inocencio III para las cruzadas. Consiguió el perdón y la admisión a las cruzadas humillándose en Saint-Gilles (Gard), el 18 de junio de 1209, delante de la armada cruzada dirigida por Arnaud Amaury, abad de Cîteaux y legado del Papa.
Después de las victorias de las cruzadas (conquista y masacre de Béziers, asedio y conquista de Carcasona, muerte de Raimundo-Roger Trencavel), dirigidas desde agosto de 1209 por Simón IV de Montfort, y la amenaza que pesaba sobre él y sus feudos hostilizados constantemente por los legados del Papa, Raimundo cambió de parecer y fue excomulgado de nuevo en 1211 por el Concilio de Montpellier tras intentar organizar la resistencia contra las cruzadas. Más diplomático que guerrero, no pudo evitar el avance y la conquista de Tolosa por parte de Simón IV de Montfort. Raimundo se exilió en la corte de Inglaterra.

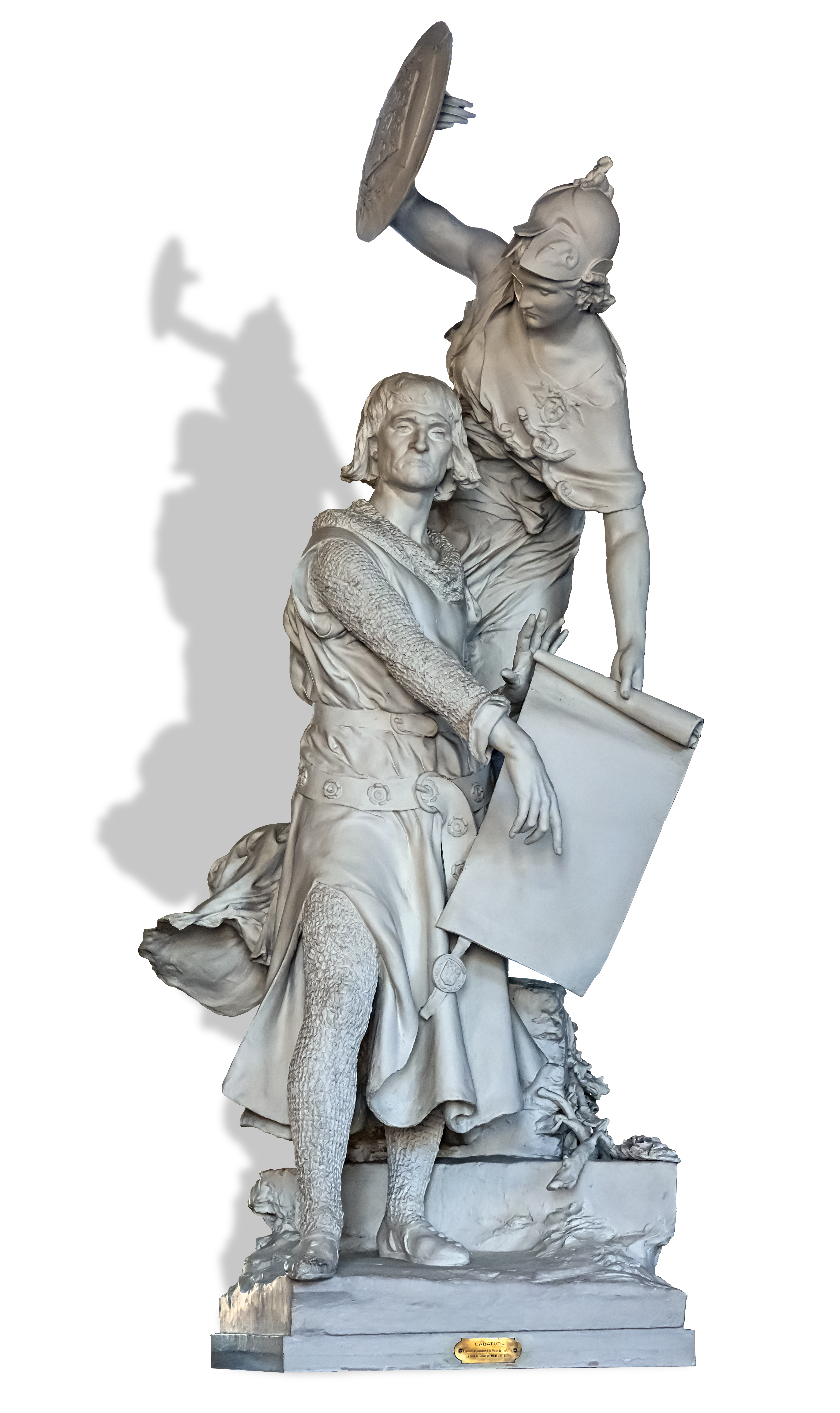
Raimundo VI.
Sala de Ilustres. Capitolio de Toulouse.

El 27 de enero de 1213, Raimundo rindió homenaje a Pedro II de Aragón, homenaje que sólo duró hasta la Batalla de Muret, llevada a cabo el 12 de septiembre, y durante la cual, los cruzados de Simón de Montfort, más disciplinados, derrotaron a Pedro II, que murió durante la misma. El 17 de febrero de 1214, por orden de Raimundo, su hermano Balduino de Tolosa, que había participado en Muret con los cruzados, fue sacado de su castillo de Lolmie y fue ahorcado acusado de traidor. En noviembre de 1215 Raimundo fue a Roma donde, en el IV Concilio de Letrán se debatía la suerte de su condado.
En mayo de 1216, tras haber desembarcado triunfalmente en Marsella, su hijo, el futuro Raimundo VII, puso sitio a Beaucaire conquistándola el 24 de agosto. El 12 de septiembre de 1217, Raimundo volvió a tomar posesión de Tolosa, a la que Simón IV de Montfort volvió a asediar inmediatamente. Muerto Simón de Monfort, su hijo Amaury le sustituyó. El fracaso de la cruzada de Luis VIII de Francia en 1226 permitió que Raimundo recobrara la mayor parte de su condado.

## Matrimonios
Se casó cinco veces:
- Su primera esposa, Ermesinda, condesa de Melgueil, con quien se casó en 1172, falleció en 1176 sin descendencia.

- Su segunda esposa fue Beatriz de Béziers, hermana de Roger II Trencavel; se divorciaron en 1189 y se dice de ella que se había convertido en una cátara parfaite tras el divorcio. Raimundo y Beatriz tuvieron una hija, Constanza de Tolosa, que se casó primero con el rey Sancho VII de Navarra, y luego con Pedro Bermundo II de Sauve, señor de Anduze.

- En octubre de 1196 en Rouen se casó con Juana Plantagenet, pero ella se huyó de él y después murió dando a luz, ese mismo año, el 4 de septiembre de 1199. El único hijo superviviente fue Raimundo, que sería conde de Tolosa (1198–1249).

- En 1200, se casó con una hija de Isaac Comneno de Chipre; se divorciaron en 1202/1203.

- En enero de 1204, en Perpiñán, se casó con su última esposa, Leonor de Aragón, hija del rey Alfonso II de Aragón y Sancha de Castilla.